# 진보 (축구 선수)
진보(중국어 간체자: 金波, 한자음: 김파, 1993년 1월 20일 ~ )는 조선족 출신 중국의 축구 선수이다. 포지션은 공격수이며 현재 중국 슈퍼리그의 광저우 푸리 소속이다. 한국식 이름은 김파이다.